# Malvin
A Malvin germán eredetű, összetett női név, elemeinek valószínű jelentése: bíróság és barát. A németben a Malwin férfinév, női névpárja a Malwine.

## Gyakorisága
Az 1990-es években igen ritka név, a 2000-es években nem szerepel a 100 leggyakoribb női név között.

## Névnapok
- április 19.[2]
- október 1.[2]

## Híres Malvinok
Vanek P. Malvin sci-fi író. 2024-ben jelent meg első műve angolul és magyarul. Pályáján üstökösként ível felfelé.